# Episodi di Douglas Fairbanks, Jr., Presents (prima stagione)
La prima stagione della serie televisiva Douglas Fairbanks, Jr., Presents è andata in onda negli Stati Uniti dal 7 gennaio 1953 al 22 luglio 1953 sulla NBC.
| nº | Titolo originale        | Prima TV USA     |
| -- | ----------------------- | ---------------- |
| 1  | The Accused             | 7 gennaio 1953   |
| 2  | The Scream              | 14 gennaio 1953  |
| 3  | Little Brother          | 21 gennaio 1953  |
| 4  | The Clock               | 28 gennaio 1953  |
| 5  | Dialogue with Two Faces | 4 febbraio 1953  |
| 6  | The Surgeon             | 11 febbraio 1953 |
| 7  | Lochinvar               | 18 febbraio 1953 |
| 8  | Take a Number           | 25 febbraio 1953 |
| 9  | Thought to Kill         | 4 marzo 1953     |
| 10 | Happy Birthday          | 11 marzo 1953    |
| 11 | The Five Pound Note     | 18 marzo 1953    |
| 12 | Destination Milan       | 25 marzo 1953    |
| 13 | Foolish Notions         | 1º aprile 1953   |
| 14 | American Duel           | 8 aprile 1953    |
| 15 | The Last Moment         | 15 aprile 1953   |
| 16 | The Parlour Trick       | 22 aprile 1953   |
| 17 | Outpost                 | 29 aprile 1953   |
| 18 | My Name Is Jones        | 6 maggio 1953    |
| 19 | A Lodging for the Night | 13 maggio 1953   |
| 20 | A Priceless Pocket      | 20 maggio 1953   |
| 21 | Sylvia                  | 27 maggio 1953   |
| 22 | The Red Dress           | 3 giugno 1953    |
| 23 | The Runaway Marriage    | 10 giugno 1953   |
| 24 | The Journey             | 17 giugno 1953   |
| 25 | Lowland Fling           | 24 giugno 1953   |
| 26 | Emerald Green           | 1º luglio 1953   |
| 27 | The Genie               | 8 luglio 1953    |
| 28 | The Heel                | 15 luglio 1953   |
| 29 | My Favorite Aunt        | 22 luglio 1953   |

## The Accused
- Prima televisiva: 7 gennaio 1953

### Trama
- Guest star: Clifford Evans (Dan Anderson), Mary Laura Wood (Edna Somers), Jean Lodge (Sheila), Edwin Styles (Solicitor), Cyril Chamberlain (poliziotto), John Welsh (Mr. Tennant), Gwen Bacon (infermiera), Robert Adair (Grim), Howard Douglas (Bar Customer), John Warwick (Sam), Joe Linnane (barista)

## The Scream
- Prima televisiva: 14 gennaio 1953

### Trama
- Guest star: Constance Cummings (Julia Selincourt), Elaine Dundy (Miss Bird), Violet Farebrother (Mrs. Atherton), Moses LaMarr (Caleb), MacDonald Parke (Evans), Philip Vickers (Brian)

## Little Brother
- Prima televisiva: 21 gennaio 1953

### Trama
- Guest star: Peter Reynolds (Timothy Black), Genine Graham (Frances Atwood), Leslie Linder (Henry Black), Betty Warren (Zia Sally), Mark Baker (Mr. Timmins)

## The Clock
- Prima televisiva: 28 gennaio 1953

### Trama
- Guest star: Liam Redmond (Timothy), Kathleen Ryan (Nuala), Emrys Jones (Roger), Mary Merrall (Housekeeper), Anthony Valentine (Roger), Carol Wolveridge (Nuala)

## Dialogue with Two Faces
- Prima televisiva: 4 febbraio 1953

### Trama
- Guest star: Scott McKay, Joan Tetzel

## The Surgeon
- Prima televisiva: 11 febbraio 1953

### Trama
- Guest star: Basil Sydney (dottore Graham), Elizabeth Sellars (Diane Graham), Diana Chesney (2nd Nurse), Peter Forbes-Robertson (Anaesthetist), Leslie Godfrey (Intern), Andrew Osborn (Beldon), David Powell (Baker), Sheila Sweet (1st Nurse), John Witty (Manning), Millicent Wolf (Matron)

## Lochinvar
- Prima televisiva: 18 febbraio 1953

### Trama
- Guest star:

## Take a Number
- Prima televisiva: 25 febbraio 1953

### Trama
- Guest star: Sidney Benson (Liftman), Michael Balfour (The Drunk), George Benson (George Bailey), John Brooking (Police Sergeant), Jean Cadell (Miss Craig), Dianne Foster (Elsa), Vincent Holman (Mr. Smythe), Mary Merrall (Mrs. Bailey), Ian Whittaker (Office Boy), Vic Wise (The Gambler)

## Thought to Kill
- Prima televisiva: 4 marzo 1953

### Trama
- Guest star: Ernest Thesiger (Burdon Sr.), James Thompson (James Gribble), Eileen Moore (Isobel), Brian Worth (Camden), John Vere (Burdon Jr.), Henry B. Longhurst (Jonas), Dorothy Gordon (Millicent Rogers)

## Happy Birthday
- Prima televisiva: 11 marzo 1953

### Trama
- Guest star: Anouk Aimée (Wanda), Dermot Palmer (Pete), Pierre Lefevre (Jean)

## The Five Pound Note
- Prima televisiva: 18 marzo 1953

### Trama
- Guest star: Percy Marmont (Tramp), Doris Hare (Old Agnes), James Kenney (Hold-up Boy), Melissa Stribling (Mary), Peter Elliot (Head Booking Clerk), Geoffrey Hibbert (Jimmy), David Horne (Hawkins), Roderick Lovell (Police Officer), John Mann (Station Booking Clerk)

## Destination Milan
- Prima televisiva: 25 marzo 1953

### Trama
- Guest star: Tommy Duggan (Leonard), Lorraine Clewes (Arlette), Christopher Lee (Svenson), Paul Sheridan (Renoir), Ann Stephens (ragazza), Yusef Crandall (Fields), Marie Burke (Aunt), Roger Maxwell (Englishman), Carl Duering (conducente), Michael Nightingale (Stranger), Jacques Cey (guardia), Sebastian Cabot (Undetermined Role)

## Foolish Notions
- Prima televisiva: 1º aprile 1953

### Trama
- Guest star: Clifford Evans (Lightkeeper), Barbara Mullen (Mrs. Murdock), Avice Landone (Miss Ellen), Derek Rowe (Donald), Colin Campbell (Youth)

## American Duel
- Prima televisiva: 8 aprile 1953

### Trama
- Guest star: Ron Randell (Sam Ordway), June Thorburn (Mitzi), Christopher Lee (Franz), Gerard Heinz (professore), Carl Duering (Willi Schloss), Leslie Linder (Elliott), John G. Heller (Heinrich), Derek Prentice (dottore), Warren Stanhope, Gordon Littmann, Desmond Montgomery

## The Last Moment
- Prima televisiva: 15 aprile 1953

### Trama
- Guest star: Paul Carpenter (Derwent), Mary Merrall (Housekeeper), MacDonald Parke (Tom Canting), Greta Gynt (Sarah)

## The Parlour Trick
- Prima televisiva: 22 aprile 1953

### Trama
- Guest star: Bill Owen (Arthur Preece), Avice Landone (Maud), Lana Morris (Ruby), Wally Patch (Mr. Bridger), John Warwick (Fred Lever), Bartlett Mullins, Ronald Adam (Gooch), Christopher Lee (Junior Counsel)

## Outpost
- Prima televisiva: 29 aprile 1953

### Trama
- Guest star: Hugh Burden, Hugh Griffith

## My Name Is Jones
- Prima televisiva: 6 maggio 1953

### Trama
- Guest star: Joan Tetzel (Pandora), Paul Carpenter (Hannibal Jones), Deborah Turnbull (Dorothy), Warren Stanhope (Bill Jones), MacDonald Parke (Mr. Lexington), Joan Newell (Housemaid)

## A Lodging for the Night
- Prima televisiva: 13 maggio 1953

### Trama
- Guest star: Felix Aylmer (Brisetout)

## A Priceless Pocket
- Prima televisiva: 20 maggio 1953

### Trama
- Guest star: James Hayter (Henry Popple), Muriel George (Martha Popple), Wilfrid Hyde-White (Sir Charles Harris), Joss Ambler (detective Sgt. King), Alastair Hunter (ispettore McKay), Gordon McLeod (McAllister), Richard Nairne (Minister), Robert Sansom (Cameron), Ronnie Corbett (Young Hooligan)

## Sylvia
- Prima televisiva: 27 maggio 1953

### Trama
- Guest star: Greta Gynt (Sylvia Fields), Peter Reynolds (Karel), John Horsley (Henrick), Mary Merrall (Frau Dahl), Sandra Dorne

## The Red Dress
- Prima televisiva: 3 giugno 1953

### Trama
- Guest star: Renée Asherson (Megan), Clifford Evans (Sam Pugh), John Warwick (Ted Cricks), Edward Chapman (Dai Richards), Meredith Edwards (Mr. Rowlands)

## The Runaway Marriage
- Prima televisiva: 10 giugno 1953

### Trama
- Guest star:

## The Journey
- Prima televisiva: 17 giugno 1953

### Trama
- Guest star: Clifford David, Renée Asherson

## Lowland Fling
- Prima televisiva: 24 giugno 1953

### Trama
- Guest star: Cyril Cusack (Paddy O'Clafferty), John Laurie (Walter McHarry), Barbara Mullen (Miss Busbee), Tim Turner (Fergus McHarry), Barbara Graley (Maureen), Morris Sweden (Income Tax Inspector), Edward Forsyth (constable McBean), Erik Chitty (Mr. Gong), David Keir (Bailie McNab)

## Emerald Green
- Prima televisiva: 1º luglio 1953

### Trama
- Guest star: Tommy Duggan (Mike), Bernadette O'Farrell (Molly), Sean Barrett (Brian)

## The Genie
- Prima televisiva: 8 luglio 1953

### Trama
- Guest star: Yvonne Furneaux (Suzie Rochard), Martin Miller (Papa)

## The Heel
- Prima televisiva: 15 luglio 1953

### Trama
- Guest star: Bill Travers (maggiore Robert Morgan), Scott McKay (Derek Sellars), Patricia Cutts (Sylvia), John Colicos (Brown), Robert Rietty (French Lieutenant), Dorothy Bramhall (Secretary)

## My Favorite Aunt
- Prima televisiva: 22 luglio 1953

### Trama
- Guest star: Lou Jacobi, Marjorie Fielding, Phil Brown